# Ziegenkopf (Habichtswald)
Der Ziegenkopf ist eine 564,7 m ü. NHN hohe Bergkuppe im Hohen Habichtswald, dem höchsten Teil des Mittelgebirges Habichtswälder Bergland (meist nur Habichtswald genannt), im Gebiet der kreisfreien Stadt Kassel in Nordhessen.
Früher stand auf dem Berg die Max-Höfer-Schanze. In Bergnähe steht die Waldgaststätte Herbsthäuschen.

## Geographie

### Lage
Der Ziegenkopf erhebt sich im Hohen Habichtswald in bewaldetem Gebiet des Kasseler Stadtteils Bad Wilhelmshöhe und ist Teil des Naturparks Habichtswald. Er liegt rund 750 m südlich der Ehlener Straße, die als Landesstraße 3298 von Kassel im Osten über die Hochlagen des Hohen Habichtswaldes nach Ehlen, dem südwestlichen Ortsteil der Gemeinde Habichtswald, im Westen führt.

### Fließgewässer
Etwa 250 m nordwestlich der Kuppe liegt die Quelle der Drusel, die im Hohen Habichtswald ostwärts durch das bewaldete Druseltal und anschließend durch bebaute Teile Kassels fließt, um dort in die Fulda zu münden. Auf der Südflanke des Bergs entspringt der Firnsbach, der den Hohen Habichtswald in Richtung Süden verlässt und ein nördlicher Zufluss der Bauna ist.

### Naturräumliche Zuordnung
Der Ziegenkopf gehört in der naturräumlichen Haupteinheitengruppe Westhessisches Berg- und Senkenland (Nr. 34), in der Haupteinheit Habichtswälder Bergland (342) und in der Untereinheit Hoher Habichtswald und Langenberg (342.0) zum Naturraum Hoher Habichtswald (342.00). Nach Süden fällt die Landschaft in den Naturraum Hoofer Pforte (342.01) ab.

## Bergbeschreibung
Auf dem Nordosthang des Ziegenkopfs liegen Teile eines Golfplatzes, auf dem − wenn genügend Schnee liegt − vorbei am Berg führend Loipen gespurt werden. Im Übergangsbereich vom Berg zum ostnordöstlich gelegenen Karlsberg, auf dem der Kasseler Herkules steht, befindet sich die Straßenkreuzung Ehlener Kreuz (509,6 m), von der man beispielsweise zum Herkules gelangen kann. Im westlich neben der Kreuzung gelegenen Weiler Zum Erholungsheim befanden sich früher in einem wohl um 1910 errichteten Haupthaus ein Beamten-Erholungsheim (mindestens in den 1930er Jahren) und das Kneipp-Kinderheim Haus Habichtswald (in den 1950er Jahren) sowie nebenan ein Polizei-Reiterposten. Heute gibt es dort das heilpädagogische Institut Lauterbad für Kinder-, Jugendliche und junge Erwachsene (seit 2004), das Vereinsheim vom Golf Club Kassel-Wilhelmshöhe und die Revierförsterei Habichtswald von Hessen-forst mit Waldladen Habichtswald. Ostnordöstlich der Kuppe liegt der Birkenweiher mit dem Wandererparkplatz Birkenweg (ca. 460 m) und östlich der Wandererparkplatz Ziegenkopf (487,5 m).
Südlich des Ziegenkopfs befindet sich in großflächiger Wald- und Wiesenlandschaft der aus drei Häusern bestehende Weiler Am Ziegenkopf, der bei einer auf (501,1 m) Höhe liegenden Fahrwegabstelle liegt. Zum Weiler gehört auch das unterhalb der Berge Hohes Gras (614,8 m), Kleiner Herbsthaus (524,3 m; mit Rodelbahn), und Ziegenkopf im Firnsbachtal stehende Herbsthäuschen (ca. 480 m); die rustikale Waldgaststätte wurde nach Zerstörung durch einen Brand (in der Nacht vom 11. zum 12. Dezember 2005) etwas westlich vom einstigen Standort und baulich wesentlich größer im Dezember 2006 wieder eröffnet. Vom Weiler ist es nicht weit zum westlich gelegenen Hohen Gras mit Aussichtsturm, Berggaststätte, Rodelbahn sowie Skipiste und -lift.
Etwa 700 m nordwestlich des Ziegenkopfs befand sich früher die Zeche Roter Stollen, deren Braunkohlen-Förderung am 1. Oktober 1938 eingestellt wurde; der Wandererparkplatz Roter Stollen (562,5 m) liegt in der Nähe. Die Zeche wurde von der durch das Druseltal von und nach Kassel fahrenden Herkulesbahn mit anfangs nur Güter- und später auch Personenverkehr bedient. Das letzte Teilstück von Neuholland zur Zeche wurde erst 1918 angelegt; 1940 wurde auch der Personenverkehr auf diesem Streckenabschnitt eingestellt. Über die Nordwestflanke des Bergs verläuft der Herkulesweg, über seine Südflanke und vorbei am Herbsthäuschen der Habichtswaldsteig und östlich vorbei führt der Märchenlandweg.

## Max-Höfer-Schanze
Bereits 1925, anderen Angaben zufolge 1928, stand in Ziegenkopfnähe beim alten Herbsthäuschen auf dem Nordhang vom Kleinen Herbsthaus die erste Kasseler Skisprungschanze. Auf dieser Schanze wurden Weiten bis 26 m erzielt. Nach wenigen Jahren der Nutzung verfiel das Bauwerk.
Als Ersatz dafür wurde von 1934 bis 1936, anderen Angaben zufolge nur 1935, direkt auf dem Ziegenkopf eine neue Schanze gebaut. Die Aufsprungbahn und der Auslauf waren auf dem Nordosthang der Kuppe angelegt. Die baufällig gewordene Schanze wurde 1956 durch in Kassel stationierte Soldaten der US-Armee gesprengt.
1957/1958 wurde an derselben Stelle des Ziegenkopfs eine neue Schanze errichtet. Sie wurde nach Max Höfer benannt, einem Springer des die Schanze betreibenden KSV Hessen Kassel, der 1954 bei einem Skispringen auf der Willinger Mühlenkopfschanze tödlich verunglückte. Sie war eine 12 m hohe Holzkonstruktion. Der K-Punkt lag bei 32 m. Die Schanze wurde im Februar 1958 während eines Wettkampfs vor 5000 Zuschauern eingeweiht. Es waren Weiten von bis zu 40 m, anderen Angaben zufolge bis 41,5 m, möglich. 1972 fanden letztmals Skispringen statt. Das morsch gewordene Bauwerk wurde 1980 gesprengt.